# Бардаково
Бардаково (на гръцки: Στάμνα, Стамна) е бивше село в Република Гърция, разположено на територията на дем Бук (Паранести) в област Източна Македония и Тракия.

## География
Селото е било разположено високо в Югоизточните Родопи, на границата с България, при изворите на Лещенската река, южно под връх Бардаково (1816 m). В 1969 година е прекръстено на Стамна. Имало е две махали – Бардаково и Малко Баркадаково (Микри Стамна).